# Latino Solanas
Latino Solanas es un personaje humorístico creado por el cómico argentino Diego Capusotto para el programa televisivo Peter Capusotto y sus videos. Apareció por primera vez el 31 de agosto de 2009, en la quinta temporada de dicho programa. Su nombre es un juego de palabras entre Pino Solanas, político y cineasta argentino, y la palabra latino.
El personaje, presentado como músico de reguetón, funciona como parodia de uno de los estereotipos estadounidenses de lo latino y de cómo dicho concepto es difundido hacia la propia América Latina a través de canales como MTV Latinoamérica. Según el guionista Pedro Saborido, es el personaje "que más muestra el tema de la identidad casi como un disfraz".

Es muy difícil para todos los latinos expresar (...) lo que pasa en nuestro continente, por suerte hay hermanos latinoamericanos viviendo en New York, en Ohio, en Connecticut y gracias a nuestros hermanos anglosajones que toman de ellos la cultura latina, la envasan y la difunden, (...) podemos ver en nuestros barrios lo latino presente en los jóvenes.

¿Hay que hablar como Hugo Chávez para ser considerado latino? (...) Por suerte MTV nos ha dado las pautas y los ejemplos para ser considerados latinos.

Latino Solanas habla con acento latino, usa ropa holgada y cadenas de oro. Su nombre artístico completo varía en cada aparición. Los que se mencionan son D+D Daddy Moncho Mamani Latino Solanas, Dr. Dumbo Montoya Fidel Castro Hugo Chávez Latino Solanas y Di+Di Dr. Bolas Ricardo Arjona Latino Solanas, aunque su verdadero nombre es Mariano Grunberg Hollester Jurguensen Smith Mastrodonatto. Se comunica mucho a través de gesticulaciones "para que la ley no entienda de qué estamos hablando", explica las cosas que suceden en el barrio e intenta generar una "conciencia latina". Muestra la manera latina de caminar, cómo "amenazar a la cámara" para hacer un videoclip y los diferentes "saludos latinos", con gesticulaciones exageradas.
Para componer sus canciones, cuenta con un simulador de perreo: una figura de glúteos femeninos unida por medio de un palo a un ventilador que la hace "bailar" y un diccionario de terminologías para compositores latinos, donde se encuentran "más de 4000 formas de decir como una chica mueve el culo". Latino Solanas es acompañado por una mujer, Chochi, interpretada por Ivana Acosta, que como parodia del machismo presente en géneros como el reguetón, se limita a perrear ante cualquier situación, aunque luego ella le demuestra rechazo y él aparenta ignorarla.